# Hombre del perro negro
El hombre del perro negro es una de las figuras sin identificar que algunos investigadores han creído ver en imágenes tomadas el 22 de noviembre de 1963 durante el asesinato de John F. Kennedy. A diferencia del "hombre de la insignia", que se localizaría sobre el promontorio de hierba, el "black dog man" aparece en las imágenes de Betzner (coincidiendo con el fotograma Z-186 de la película de Zapruder) y Willis (coincidiendo con el Z-202).
El "hombre del perro negro" recibe su nombre por su semejanza con un perro negro puesto a dos patas, agachado tras el muro en que se encuentra. Hasta el momento, nadie ha anunciado ser el "black dog man", de modo que su existencia sigue siendo una hipótesis sujeta a especulaciones.
El controvertido Gordon Arnold no pudo ser este "black dog man", pues según sus declaraciones ocupaba otro lugar y tenía otra postura para filmar el paso de la comitiva presidencial. De cualquier modo, aunque las declaraciones de Arnold incurren en alguna contradicción, el senador Ralph Yarborough por el estado de Texas, quien formaba parte de la comitiva presidencial -dos coches más atrás de la limusina de Kennedy, acompañando al vicepresidente Lyndon- declaró haber visto a Arnold tendido en el suelo mientras sonaban los disparos.